# Union Road
Union Road är en ort i Kanada.   Den ligger i provinsen Prince Edward Island, i den östra delen av landet, 1 000 km öster om huvudstaden Ottawa. Union Road ligger 32 meter över havet och antalet invånare är 235.
Terrängen runt Union Road är platt. Närmaste större samhälle är Charlottetown, 10,9 km söder om Union Road. 
Runt Union Road är det ganska tätbefolkat, med 111 invånare per kvadratkilometer.